# Chinesiologia

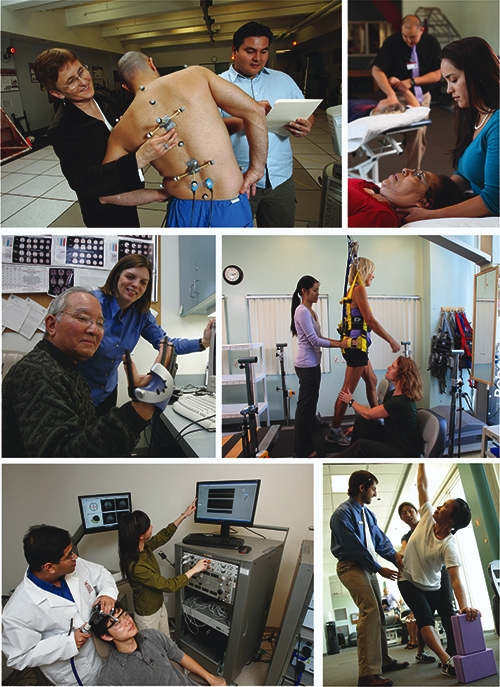
Un collage di immagini che rappresentano la ricerca e la pratica nel campo della chinesiologia. In senso orario da sinistra in alto:
1- Cattura del movimento della colonna vertebrale
2- Manipolazione e mobilitazione congiunta
3- Allenamento dell'andatura assistita con supporto parziale del peso
4- Stretching assistito e pratica dell'equilibrio
5- Stimolazione magnetica transcranica
6- Monitoraggio della configurazione della mano e pratica del movimento

La chinesiologia, o kinesiologia, è la scienza che studia il movimento del corpo umano in tutte le sue forme. Il termine (dal greco kínesis, movimento; lógos, studio) venne coniato da Carl August Georgii (1808-1881) formatosi presso il Royal Central Institute of Gymnastics di Pehr Henrik Ling. Il professionista in chinesiologia è definito dalla legge italiana chinesiologo.
La chinesiologia non deve essere confusa con la kinesiologia applicata, che opera nell'ambito delle discipline terapeutiche alternative.

## Caratteristiche
La chinesiologia analizza i principi e i meccanismi fisiologici, biomeccanici e psicologici del movimento, nelle sue diverse aree: intellettivo-cognitiva, affettivo-emotiva, fisico-motoria, sociale-relazionale. 
Tra le applicazioni della chinesiologia alla salute umana vi sono la biomeccanica, l'ortopedia, la forza e il condizionamento, la psicologia dello sport, il controllo motorio, l'acquisizione delle abilità e l'apprendimento motorio; i metodi di riabilitazione, come la terapia fisica e occupazionale, la fisiologia dello sport e dell'esercizio.
Gli studi sul movimento umano comprendono i sistemi di tracciamento del movimento, l'elettrofisiologia dell'attività muscolare e cerebrale, vari metodi per monitorare la funzione fisiologica e altre tecniche di ricerca comportamentale e cognitiva.
Un principio chiave della chinesiologia è l'adattamento attraverso l'esercizio, per migliorare la salute e il benessere nelle popolazioni normali o cliniche, o la forma fisica negli atleti.
Gli interventi possono prevedere esercizi aerobici (per migliorare l’efficienza cardiovascolare) o anaerobici (aumento della forza muscolare, della potenza, della massa corporea magra). Interventi sull'equilibrio e sul controllo neuromuscolare riducono il rischio di cadute, mentre programmi di flessibilità possono aumentare la gamma funzionale di movimento e ridurre il rischio di lesioni.
I chinesiologi lavorano in una varietà di ruoli come professionisti della salute. Lavorano come fornitori di servizi di riabilitazione in ospedali, cliniche e ambienti privati, lavorando con popolazioni che necessitano di cure per condizioni muscolo-scheletriche, cardiache e neurologiche. Forniscono riabilitazione alle persone infortunate sul lavoro e in incidenti stradali. I chinesiologi lavorano anche come specialisti della valutazione funzionale, terapisti dell'esercizio, ergonomi, specialisti del ritorno al lavoro. Inoltre, la chinesiologia viene applicata nelle aree della salute e del fitness per tutti i livelli di atleti, ma più spesso si trova nell'allenamento di atleti d'élite. Sono comunque esclusi interventi su soggetti che abbiano uno stato patologico acuto e instabile in corso e che necessitino di interventi di natura sanitaria.

## Normativa italiana
In Italia quella del chinesiologo costituisce una professione regolamentata dal D. Lgs. n. 36 del 28/02/21 all'art. 41, che disciplina questa figura professionale delineando quattro differenti profili, derivanti dalle specifiche formazioni universitarie:
- Chinesiologo di base (classe L-22)
- Chinesiologo delle attività motorie preventive ed adattate (classe LM-67)
- Chinesiologo sportivo (classe LM-68)
- Manager dello sport (classe LM-47).

L'attività professionale del chinesiologo di base ha come oggetto la conduzione, gestione e valutazione di attività motorie individuali e di gruppo a carattere compensativo, educativo, ludico-ricreativo e sportivo finalizzate al mantenimento ed al recupero delle migliori condizioni di benessere fisico nelle varie fasce di età attraverso la promozione di stili di vita attivi. Inoltre comprende la conduzione, gestione e valutazione di attività per il  miglioramento della qualità della vita mediante l'esercizio fisico, nonché di personal training e di preparazione atletica non agonistica.
L'esercizio dell'attività professionale di chinesiologo delle attività motorie preventive e adattate ha per oggetto: la progettazione e l'attuazione di programmi di attività motoria finalizzati al raggiungimento e al mantenimento delle migliori condizioni di benessere psicofisico per soggetti in varie fasce d'età e in diverse condizioni fisiche; l'organizzazione e la pianificazione di particolari attività e di stili di vita finalizzati alla prevenzione delle malattie e al miglioramento della qualità della vita mediante l'esercizio fisico; la prevenzione dei vizi posturali e il recupero funzionale post-riabilitazione finalizzato all'ottimizzazione dell'efficienza fisica; la programmazione, il coordinamento e la valutazione di attività motorie adattate in persone diversamente abili o in individui in condizioni di salute clinicamente controllate e stabilizzate. 
L'esercizio dell'attività professionale di chinesiologo sportivo ha per oggetto la progettazione, il coordinamento e la direzione tecnica delle attività di preparazione atletica in ambito agonistico, fino ai livelli di massima competizione, presso associazioni e società sportive, Enti di Promozione Sportiva, istituzioni e centri specializzati. Inoltre comprende la preparazione fisica e tecnica personalizzata finalizzata all'agonismo individuale e di squadra.
L'esercizio dell'attività professionale di manager dello sport ha per oggetto: la programmazione e la gestione di impianti sportivi; la conduzione e la gestione delle strutture pubbliche e private dove si svolgono attività motorie, anche ludico-ricreative; l'organizzazione, in qualità di esperto e consulente, di eventi e manifestazioni sportive, anche ludico-ricreative.

## Chinesiologia applicata
La chinesiologia applicata è una terapia alternativa che si fonda su una presunta modalità di comunicazione con il sistema corporeo rivolta a una valutazione e a un miglioramento dello stato di benessere individuale. Si fonda sull'utilizzo del cosiddetto test muscolare chinesiologico (o più semplicemente test chinesiologico, da non confondersi con il test muscolare), che consentirebbe, a detta dei sostenitori, di valutare la risposta del sistema nervoso della persona a fronte di differenti fattori di tipo strutturale, biochimico ed energetico.
I suoi promotori la considerano una disciplina indipendente dalla medicina convenzionale. Le critiche rivolte alla chinesiologia vertono principalmente sulla circostanza che si tratta di una tecnica diagnostica e terapeutica che non ha alcuna base scientifica, ad essere oggetto di critica sono sia le basi empiriche su cui si fonda sia quelle teoriche ed è additata quale pseudoscienza e ciarlataneria. In Gran Bretagna il National Institute for Clinical Excellence ne ha sconsigliato l'uso stante la mancanza di prove circa l'efficacia.  Negli Stati Uniti l'American Cancer Society ha dichiarato la chinesiologia applicata inefficiente e la sua applicazione potenzialmente pericolosa, con almeno un caso di morte accertato.